# Hookeriopsis puiggarii
Hookeriopsis puiggarii är en bladmossart som beskrevs av Brotherus 1907. Hookeriopsis puiggarii ingår i släktet Hookeriopsis och familjen Hookeriaceae. Inga underarter finns listade i Catalogue of Life.